# 豊田市立追分小学校
豊田市立追分小学校（とよたしりつ おいわけしょうがっこう）は、愛知県豊田市近岡町にある公立小学校。

## 概要
- 井ノ口町、篭林町、田振町、近岡町、岩神町が校区であり、公立中学校の進学先は豊田市立足助中学校である[1]。
- 豊田市の小規模特認校に指定されており、一部は豊田市内の別の校区から転入学してきた児童である[2]。
- 旧・東加茂郡足助町の一部（盛岡村）の小学校であった。

## 沿革
追分小学校の創立年は明治26年（1893年）である。これは追分尋常小学校となった年である。ここではそれ以前についても記述する。
- 1875年（明治8年）
  - 6月 - 大島村、田振村、元山中村、則定村で足助学校の分教場の設置を愛知県に請願する。
  - 12月 - 第148番小学大島学校として開校する。
- 1878年（明治11年） - 井ノ口村、寺沢村、近岡村、大島村、田振村が合併し、追分村となる。
- 1880年（明治13年） - 追分村（寺沢・近岡）、岩神村、野林村（籠林）で、足助学校本郷分教場の設置を愛知県に請願するが、校区の問題で保留される。
- 1881年（明治14年） - 追分村（寺沢・近岡）、岩神村、野林村を校区とする大島学校本郷分教場が設置される。
- 1887年（明治20年）4月 - 尋常小学追分学校に改称する。追分村及び野林村の一部（籠林）が校区となる。本郷分教場を廃止する。
- 1889年（明治22年）10月1日 - 追分村、野林村、岩神村、国閑村、上佐切村、上脇村、四ツ松村、東山中村、栃本村、上小田村、沢ノ堂村、上国谷村、下国谷村、桑原田村、中国谷村、下佐切村、平折村が合併し、盛岡村が発足する。
- 1893年（明治26年）9月 - 追分尋常小学校に改称する。
- 1907年（明治40年）1月 - 盛岡第二尋常小学校に改称する。盛岡村の校区の再編により、校区は大島、下国谷、井ノ口、田振、近岡、岩神、籠林となる。
- 1941年（昭和16年）4月1日 - 盛岡第二国民学校に改称する。
- 1947年（昭和22年）4月1日 - 盛岡村立追分小学校に改称する。
- 1955年（昭和30年）4月1日 - 足助町、盛岡村、賀茂村、阿摺村が合併し、足助町となる。同時に足助町立追分小学校に改称
- 2005年（平成17年）4月1日 - 足助町が豊田市へ編入される。同時に豊田市立追分小学校に改称する。下国谷町の大部分と東大島町が則定小学校校区に移る。

## 交通アクセス
- 名鉄バス矢並線、岡崎・足助線「足助追分」バス停より徒歩約2分。

豊田市駅より【61系統】「足助」行。
名鉄東岡崎駅より【18系統】「足助」行。
- とよたおいでんバス【8系統】さなげ・足助線「足助追分」バス停より徒歩約2分。